# 和安镇
和安镇，是中华人民共和国广东省湛江市徐闻县下辖的一个乡镇级行政单位。

## 行政区划
和安镇下辖以下地区：
和安社区、和安村、云头村、水头村、公港村、后湖村、金鸡村、佳平村、北莉村和冬松村。